# Harry Browne

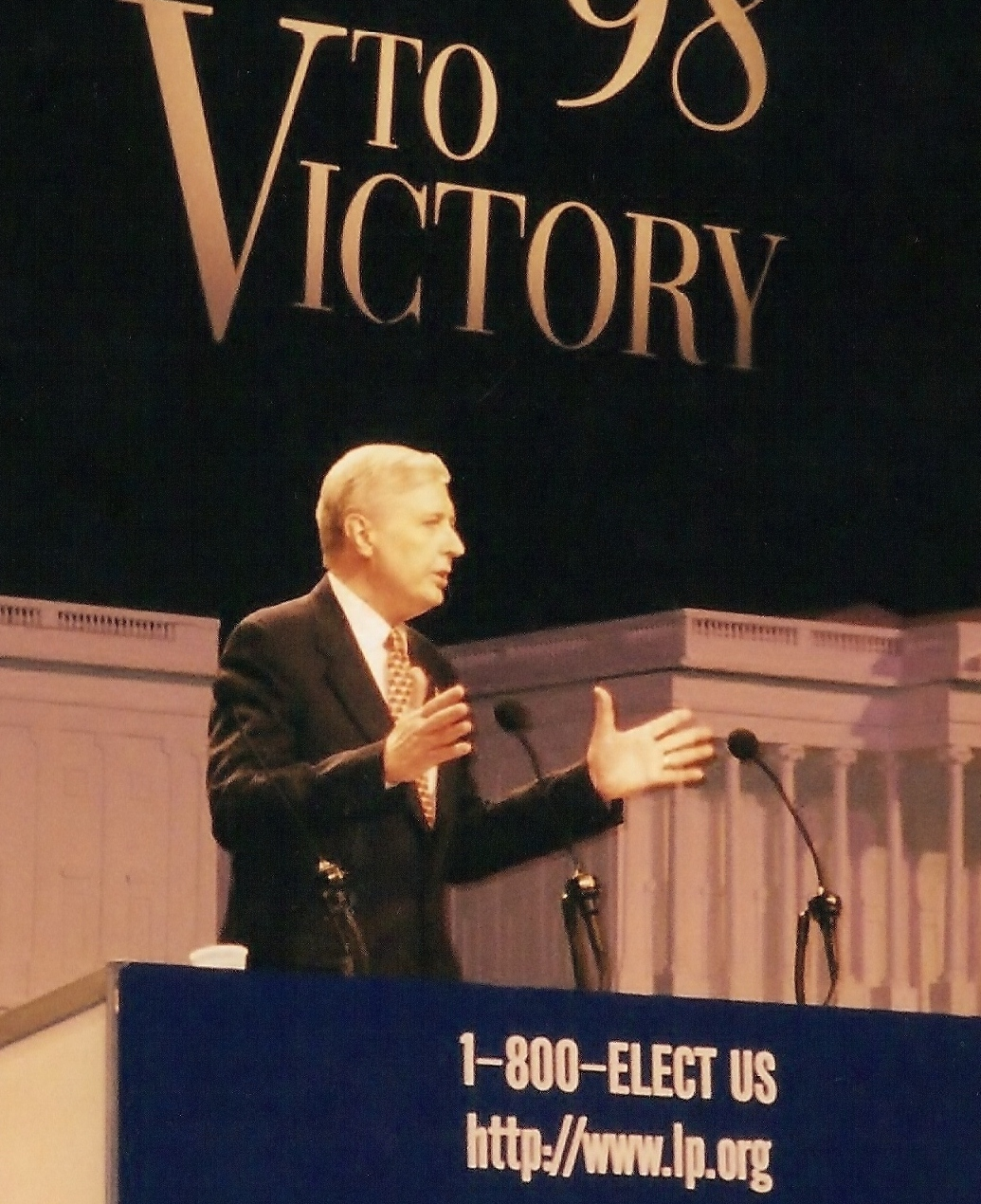
Harry Browne w 1998 podczas konwentu Partii Libertariańskiej

Harry Browne (ur. 17 czerwca 1933, zm. 1 marca 2006) – amerykański polityk, pisarz oraz analityk finansowy. Był członkiem Partii Libertariańskiej, z ramienia której startował na prezydenta USA w 1996 oraz 2000. Napisał 12 książek, których nakład osiągnął ponad 2 miliony.
Swoją pierwszą książkę opublikował w 1970, nosiła tytuł How You Can Profit from the Coming Devaluation.

## Życie Prywatne
Urodził się w Nowym Jorku, a dorastał w Los Angeles.
Od 1984 był żonaty z Pamelą Lanier Wolfe. Miał z nią córkę, Autumn Browne Wilson.
Powodem jego śmierci było stwardnienie zanikowe boczne. Zmarł w swoim domu, w miejscowości Franklin

## Książki[2]
- How You Can Profit from the Coming Devaluation (1970)
- How I Found Freedom in an Unfree World (1973)
- You Can Profit from a Monetary Crisis (1974)
- Inflation-Proofing Your Investments, razem z Terry Coxon (1981)
- Fail-Safe Investing (1991)
- Why Government Doesn't Work (1955)
- The Great Libertarian Offer (2000)
- Liberty A to Z: Libertarian Soundbites You Can Use Right Now (2004)